# لیم سانگ چون
لیم سانگ چون (کره‌ای: 임상춘) فیلم‌نامه‌نویس اهل کره جنوبی است. او بیشتر به خاطر نویسندگی مجموعه تلویزیونی مبارزه برای راهم (۲۰۱۷) و وقتی کاملیا شکوفا می‌شود (۲۰۱۹) شناخته می‌شود.